# Jubilæumsfesten i Helsingør
Jubilæumsfesten i Helsingør er en dansk dokumentarfilm fra 1926 med ukendt instruktør.

## Handling
Begivenheden der overværes af regentparret og kronprins Frederik skyldes Helsingørs 500 års jubilæum som købstad. Dette privilegie blev givet af Erik af Pommern i 1426. Afsløringen af Einar Utzon-Franks statue "Erik af Pommern" fandt sted 2. juni 1926 på Axeltorv.
Sidst i filmen ses billeder af Kronborg, hvor en kulisse er under opbygning.